# Charles Jordan (Sänger)
Charles Jordan (eigentl.: Jack Wiseman; * 3. April 1915 in Montreal; † 27. Juni 1986 in Toronto) war ein kanadischer Sänger (Bariton) und Gesangspädagoge.

## Leben und Wirken
Jordan debütierte 1937 unter dem Namen Charles Jourdan beim Rundfunksänger CKAC in Montreal mit französischen Liedern und trat von 1937 bis 1940 mit dem CBC-Rundfunkorchester unter Lucio Agostini und Allan McIver auf. In dieser Zeit nahm er Gesangsunterricht bei Adrienne Bourassa. 1940 übersiedelte er nach Toronto und trat im Rundfunk der CBC des CFRB auf. Am Toronto Conservatory of Music studierte er von 1941 bis 1943 Gesang bei Albert Whitehead, und bei Louis Waizman nahm er 1942–43 privaten Unterricht in Musiktheorie.
1944 ging er für eine Zeit nach New York und sang dort in den Rundfunkprogrammen Sweetwood Serenade und Sunday Night Serenade. 1948 sang er in Toronto mit dem Toronto Mendelssohn Choir Händels Messias, und von 1948 bis 1953 war er regelmäßiger Gast C.G.E. Showtime der CBC. Im Fernsehen der CBC wirkte er an der Produktion The Dybbuk mit, für die er auch religiöse Lieder komponierte und dirigierte. Ab 1967 war er Zweiter Kantor am Holy Blossom Temple in Toronto.
Jordan nahm u. a. Lieder von John Beckwith und Maurice Blackburn (1951, mit Leo Barkin) und Folk Songs of Canada (1956, mit der Sängerin Joyce Sullivan dem Pianisten Gordon Kushner und dem Gitarristen Stan Wilson) auf und wirkte an dem Album Canadian Folk Songs: A Centennial Collection mit.  Ab 1950 widmete er sich in Toronto verstärkt der Unterrichtstätigkeit; u. a. unterrichtete er die Schauspieler Susan Clark, Lorne Greene und William Shatner. Nach seinem Tod stiftete die University of Toronto unter der Ägide des Institut of Canadian Music den Charles Jordan Memorial Trust Fonds, der einen jährlichen Preis für die Aufführung und Erforschung kanadischer Musik vergibt. Sein Sohn Marc Jordan wurde als Singer-Songwriter bekannt.